# Карой Чала
Карой Чала (угор. Csala Károly; 1 січня 1939, Цеглед — до 5 грудня 2018) — угорський письменник, поет, перекладач, естет, редактор газет.

## Біографія
Навчався у Іштвана Тота в Цегледі, потім в коледжі театрального та кіномистецтва, але кинув. Закінчив італійсько-російський факультет Університету Етвеша Лорана в 1962 р. Працював в Центральному художньому ансамблі KISZ до 1964 р. Потім до 1966 працював оглядачем різних інформаційних компаній. До 1976 року працював редактором «Magvető Könyvkiadó», до 1979 року — оглядачем тижневика «Tj Tükör», а потім до 1985 року — оглядачем «Filmvilág» (кіножурнал). З 1985 року був головним редактором Moving Images, а в 1990-х став співробітником «Не́псабадшаг». Він перекладав переважно сербських, хорватських, російських та іспанських письменників.